# Ngô Xương Đức
Ngô Xương Đức (tiếng Trung: 吴昌德; sinh 1952) là một Thượng tướng Quân Giải phóng Nhân dân Trung Quốc (PLA). Từ tháng 1 năm 2016 đến tháng 1 năm 2017, ông là Phó Chủ nhiệm Bộ Công tác Chính trị Quân ủy Trung ương Trung Quốc. Trước đó, ông là Phó Chủ nhiệm Tổng cục Chính trị, tiền thân của Bộ Công tác Chính trị.

## Thân thế và binh nghiệp
Ngô Xương Đức sinh năm 1952 tại Đại Dư, tỉnh Giang Tây. Ông gia nhập Quân Giải phóng Nhân dân Trung Quốc tháng 12 năm 1970 và vào Đảng Cộng sản Trung Quốc năm 1972. Ông tốt nghiệp khoa Triết học của Đại học Phục Đán ở Thượng Hải. Ông từng đảm nhiệm chức vụ Chủ nhiệm Chính trị Tập đoàn quân 31 Lục quân; Phó cục trưởng Cục Tuyên truyền, Tổng cục Chính trị; Phó Chủ nhiệm Chính trị Quân khu Nam Kinh. Tháng 7 năm 1997 phong quân hàm Thiếu tướng.
Tháng 7 năm 2003, nhiệm chức Cục trưởng Cục Tuyền truyền, Tổng cục Chính trị. Tháng 6 năm 2007, thăng chức Chủ nhiệm Chính trị Quân khu Thành Đô. Tháng 7 năm 2008, thăng quân hàm Trung tướng.
Tháng 7 năm 2011, ông được bổ nhiệm giữ chức Phó Chủ nhiệm Tổng cục Chính trị Quân Giải phóng Nhân dân Trung Quốc. Tháng 11 năm 2012, Ngô Xương Đức được bầu làm Ủy viên Ban Chấp hành Trung ương Đảng Cộng sản Trung Quốc khóa XVIII. Ngày 31 tháng 7 năm 2013, Ngô Xương Đức thụ phong quân hàm Thượng tướng.
Tháng 1 năm 2016, bổ nhiệm giữ chức Phó Chủ nhiệm Bộ Công tác Chính trị Quân ủy Trung ương Trung Quốc. Tháng 1 năm 2017, Ngô Xương Đức thôi giữ chức Phó Chủ nhiệm Bộ Công tác Chính trị.